# 삼송도서관
삼송도서관은 경기도 고양시 덕양구 삼송동 소재의 시립 도서관이다.

## 연혁
- 2014년 12월 23일 개관.

## 시설현황
- 3층 : 열람실, 시청각실, 교양교실, 쉼터
- 2층 : 종합자료실1, 종합자료실2, 디지털자료실, 동아리방
- 1층 : 어린이자료실, 연속간행물실, 수서정리실
- 지하1층 : 주차장, 기계실, 전기실

## 이용 안내
이용 시간
- 열람실 : 3월~10월 07:00 ~ 23:00 / 11월~2월 08:00 ~ 23:00
- 종합자료실 : 월~목 09:00 ~ 22:00 / 토~일 09:00 ~ 18:00
- 어린이자료실 : 매일(월~목, 토~일) 09:00 ~ 18:00
- 연속간행물실(정기간행물실) : 매일(월~목, 토~일) 09:00 ~ 18:00
- 디지털자료실(정보검색실) : 월~목 09:00 ~ 22:00 / 토~일 09:00 ~ 18:00

휴관일
- 매주 금요일, 법정공휴일, 임시공휴일